# Maria Reginakerk (Eindhoven)
De Maria Reginakerk was een rooms-katholieke kerk aan de Loderstraat 1 in het Eindhovense stadsdeel Strijp.

## Geschiedenis
Het gebouw kwam tot stand in 1958 en was de parochiekerk voor de in de jaren vijftig van de 20e eeuw gebouwde wijk Lievendaal. De architect was Martinus van Beek. De kerk werd uitgevoerd in een modernistische stijl.
Mede omdat de kerk aan de rand van de bebouwing lag en de ontkerkelijking haar tol eiste, ging men in 1972 al over tot samenvoeging van de Strijpse parochies. Eind 1981 werd de Maria Reginakerk gesloten. De sloop volgde in 1983, maar de toren werd gespaard.
Op de vrijkomende ruimte werden woningen gebouwd.

## Gebouw
Het betrof een betonskeletgebouw, gevuld met bakstenen muren en een achttal betonschalen op het dak, die de vorm van halve cilinders hadden. De vierkante toren, waarvan het bovenste deel was opengewerkt en die eveneens een betonnen skelet toonde, droeg het Chi-Rho-symbool. Boven de ingang, met een opvallende luifel, bevond zich een kruis.